# رونالدو (فلم)
رونالدو (بالإنجليزية: Ronaldo) هو فيلم وثائقي وسيرة ذاتية أخرج المخرج البريطاني أنطوني وونك في 2015.

يتمحور الفيلم حول حياة اللاعب الدولي البرتغالي كريستيانو رونالدو، والذي لا يزال يلعب أثناء صدور الفيلم.

## القصة
يتمحور ويركز هذا الفيلم على حياة اللاعب كريستيانو رونالدو، من طفولته إلى حدود سنة 2015، أين لا يزال يلعب. يقدم العديد من التفاصيل مع عائلته وأصدقائه وزملائه.

## الأدوار
- كريستيانو رونالدو
- كريستيانو رونالدو جونيور، ابن كريستيانو.
- ريتا بيريرا، أخت كريستيانو.
- ماريا دولوريس دوس سانتوس أفييرو، والدة كريستيانو.
- هوغو دوس سانتو، أخ كريستيانو.
- إلما دوس سانتوس، أخت كريستيانو.
- كاتيا ليليان دوس سانتو، أخت كريستيانو.

## روابط خارجية
- مقالات تستعمل روابط فنية بلا صلة مع ويكي بيانات

- الموقع الرسمي.